# Danomyia sathos
Danomyia sathos là một loài ruồi trong họ Asilidae. Danomyia sathos được Londt miêu tả năm 1993. Loài này phân bố ở vùng nhiệt đới châu Phi.